# Mustelus whitneyi
La musola jorobada (Mustelus whitneyi), también conocido como musola prieta, piruche o tollo  es un tiburón de la familia Triakidae, que habita en las plataformas continentales del Pacífico tropical suroriental desde Perú hasta el sur de Chile entre las latitudes 3º S y 54° S, a profundidades de entre 15 y 210 m.

## Descripción
Es un tiburón pequeño que crece a longitudes de hasta 87 cm (34 pulgadas). Tiene un cuerpo robusto con un hocico moderadamente largo, ancho, fuertemente anguloso y ojos grandes, separados. La boca es bastante larga y los surcos del labio superior son más largos que los inferiores. Los dientes son altos más o menos triangulares con una cúspide puntiaguda principal. La primera aleta dorsal es aproximadamente triangular y el borde de salida está orillado con barras de colágeno desnudas, de color oscuro conocidas como ceratotrichia. Las aletas pectorales son grandes y las aletas pélvicas lo son moderadamente. El pedúnculo caudal es corto y el lóbulo inferior de la aleta de la cola apenas se curva en los adultos. El color de este tiburón es gris claro o marrón-grisáceo sin manchas o barreras.

## Distribución
Se encuentra en el Océano Pacífico oriental frente a las costas de Perú y Chile. Su rango de profundidad está entre 15 y 210 m (50 y 690 pies), pero es más común entre 70 y 100 m (230 y 330 pies). Se encuentra cerca del lecho marino, a menudo en costas rocosas, donde se alimenta de pequeños peces y crustáceos. Es vivíparo y las hembras llevan camadas de cinco a diez individuos que tienen unos 25 cm de largo al momento de nacer.

## Estado de conservación
Se pesca para consumo humano en Chile, pero más particularmente en Perú, donde es más común. Junto con el tollo pintado (Triakis maculata) y la musola moteada (Mustelus mento) conforman los conocidos comúnmente como "tollo" en las pesquerías locales, pero de las tres especies es la "musola jorobada" el objetivo principal de la pesca de tollo en Perú. Entre 1965 y 1989, se efectuaron en este país desembarques de 11 000 toneladas de tollo por año, pero las cantidades capturadas disminuyeron a partir de entonces. Un requisito de tamaño mínimo de pesca de 60 cm (24 pulgadas) se estableció en 2001, pero fue una restricción con una talla muy baja como para tener un verdadero efecto de conservación. La Unión Internacional para la Conservación de la Naturaleza (UICN) ha calificado su estatus como "vulnerable" y considera que se debe hacer más para dar a conocer y hacer cumplir el límite de tamaño.